# 小行星1921
小行星1921（1921 Pala）是一颗围绕太阳公转的小行星。1973年9月20日，湯姆·赫雷爾斯在帕洛马山发现了此天体。
該小行星以印第安部落帕拉（Pala）命名。
这颗小行星的绝对星等为19.68236等。